# 1023 Thomana
Az 1023 Thomana (ideiglenes jelöléssel 1924 RU) a Naprendszer kisbolygóövében található aszteroida. Karl Wilhelm Reinmuth fedezte fel 1924. június 25-én, Heidelbergben.